# The Lion and the Mouse (1928)
The Lion and the Mouse is een Amerikaanse dramafilm uit 1928 onder regie van Lloyd Bacon. Destijds werd de film in Nederland uitgebracht onder de titel Haar vaders eer.

## Verhaal
Rechter Ross heeft een vonnis uitgesproken ten faveure van een groot bedrijf. Hij heeft zelf aandelen in een kleinere firma, maar hij beseft niet dat dat bedrijfje intussen is ondergebracht in het grote bedrijf. Aldus ontstaat de schijn van belangenvermenging. Wanneer iemand dit voorval aangrijpt om de reputatie van rechter Ross om zeep te helpen, wil zijn dochter Shirley koste wat het kost de naam van haar vader zuiveren.

## Rolverdeling
| Acteur              | Personage       |
| ------------------- | --------------- |
| May McAvoy          | Shirley Ross    |
| Lionel Barrymore    | John Ryde       |
| Alec B. Francis     | Rechter Ross    |
| William Collier jr. | Jefferson Ryder |
| Emmett Corrigan     | Dokter Hays     |
| Jack Ackroyd        | Smith           |